# شريف أباد (جلغة)
شريف أباد هي قرية في مقاطعة أصفهان، إيران. يقدر عدد سكانها بـ 617 نسمة بحسب إحصاء 2016.